# Nicolas Louis Raoul
Pour les articles homonymes, voir Raoul.
Nicolas Louis Raoul (1788 - 1850) est un officier du Premier Empire et un général français de la Monarchie de Juillet.

## Biographie
Nicolas Louis Raoul naquit le 24 mars 1788 à Neufchâteau dans les Vosges. Il suivit l’exemple de son père, général de brigade dès les premières années de la première République française, et entra, à l’âge de 14 ans, comme canonnier, dans le 5e régiment d’artillerie à pied, le 21 mai 1802. Polytechnicien (X-1806), il est ensuite admis à l’École d'application de l'artillerie et du génie de Metz le 1er octobre 1806, il revint avec l’épaulette à son régiment le 27 juin 1809, et rejoignit aussitôt        l’armée d’Allemagne.
Promu au grade de capitaine dans la marche de la grande armée de Vilnius sur Vitebsk le 28 juillet 1812, il passa le 1er octobre dans l’artillerie à pied de la Garde, fut décoré après la bataille de Dresde le 14 septembre 1813, et se trouva à toutes les grandes batailles livrées en Saxe et en France, pendant les deux dernières campagnes.
Après l’abdication de Fontainebleau, le capitaine Raoul fut l’un des quatre officiers que Napoléon Ier désigna pour l’accompagner à l’île d’Elbe, et il accepta ce choix comme une nouvelle récompense de ses services. L’Empereur, à son retour, lui confia le 11 avril 1815, le grade de chef de bataillon dans l’artillerie de la vieille Garde et le fit officier de la Légion d’honneur.
Après la bataille de Waterloo, où il avait été blessé grièvement et fait prisonnier, le commandant Raoul, retenu pendant quatre mois dans les prisons de Bruxelles, obtint enfin la faculté de rentrer en France ; mais une ordonnance avait déclaré déchus de tous leurs droits les officiers venus de l’île d’Elbe avec Napoléon ; il envoya sa démission le 10 décembre. Il se rendit à Naples où l’appelait le comte de Saint-Leu (le roi Louis Bonaparte), pour lui confier la place de gouverneur de son jeune fils (futur Napoléon III).
De retour en France en 1819, le commandant Raoul passa bientôt après dans l’Amérique du Sud et y exerça l’emploi d’inspecteur d’artillerie et du génie. En 1829 il était major général de l’armée constitutionnelle qui s’empara de Guatemala, et termina la guerre civile dans ces contrées. Il commandait le corps d’armée du Mexique, lorsqu’en février 1832, à la nouvelle qu’une ordonnance du 24 septembre 1830 le réintégrait dans l’armée avec le grade de lieutenant-colonel, il quitta ce service pour retourner en France, où il ne put cependant arriver que dans le courant de 1833.
Employé immédiatement comme sous-directeur, il passa avec son grade au 13e régiment d'artillerie, dont il est nommé colonel le 30 janvier 1836.
Directeur à Perpignan en 1837, et colonel du 6e régiment d'artillerie en 1838, M. Raoul, promu au grade de maréchal de camp le 19 juillet 1845, commanda successivement les écoles de La Fère et de Besançon. Depuis l’avènement de la première République française, employé dans les 5e, 18e et 6e divisions militaires, il fut créé commandeur de la Légion d’honneur le 25 octobre 1848 et envoyé de Lyon à Paris, en janvier 1849, pour commander l’artillerie de la 1re division militaire.
Marié à Joséphine Pavans de Ceccaty (1802-1841) le 18 mars 1840 à Besançon, il a eu une fille, Caroline, née le 15 janvier 1841 et mariée à Edmond de Lagabbe en 1859.
Le général Raoul est mort presque subitement dans la soirée de mercredi 20 mars 1850. Ses obsèques ont eu lieu le 22 au cimetière du Montparnasse.